# Rosina Randafiarison
Rosina Randafiarison, née le 29 décembre 1999 à Majunga, est une haltérophile malgache.

## Carrière
Rosina Randafiarison, native de Majunga, pratique l'haltérophilie dès l'âge de 15 ans.
Elle est médaillée de bronze à l'arraché dans la catégorie des moins de 48 kg aux championnats d'Afrique 2016 à Yaoundé, triple médaillée d'argent aux championnats d'Afrique 2017 dans la même catégorie puis triple médaillée d'or aux championnats d'Afrique 2019 et aux Jeux africains de 2019 dans la catégorie des moins de 45 kg. Dans cette dernière catégorie, elle obtient ensuite trois médailles d'or aux championnats d'Afrique 2021 à Nairobi ainsi qu'aux Jeux des îles de l'océan Indien 2023 et trois médailles d'argent aux championnats du monde 2023 à Riyad.
Elle est triple médaillée d'or dans la catégorie des moins de 49 kg aux Championnats d'Afrique 2024 à Ismaïlia.
Elle est nommée porte-drapeau de la délégation de Madagascar aux Jeux olympiques d'été de 2024.